# 뉴스A
뉴스A는 대한민국 채널A에서 매일 저녁 7시에 방송되는 채널A의 메인 뉴스 프로그램이다. 2011년 12월 1일부터 프로그램 채널A 종합뉴스 후속으로 편성되었다.

## 방송 시간
- 평일은 1시간 10분, 주말은 50분으로 방송 분량이 나간다.

## 앵커

### 평일
- 동정민 (남)
- 정하니 (여)

### 주말
- 김윤수 (남)

## 역대 앵커

#### 평일
| 대수 | 진행자 | 진행자 | 진행 기간                          | 비고 |
| 대수 | 남성   | 여성   | 진행 기간                          | 비고 |
| ---- | ------ | ------ | ---------------------------------- | ---- |
| 1대  | 김승련 | 여인선 | 일자 미상 ~ 2019년 9월 20일        |      |
| 2대  | 동정민 | 여인선 | 2019년 9월 23일 ~ 2022년 12월 31일 |      |
| 3대  | 동정민 | 홍유라 | 2023년 1월 1일 ~ 2024년 12월 31일  |      |
| 4대  | 동정민 | 정하니 | 2025년 1월 1일 ~ 현재              |      |

#### 주말
| 대수 | 진행자 | 진행자 | 진행 기간                          | 비고 |
| 대수 | 남성   | 여성   | 진행 기간                          | 비고 |
| ---- | ------ | ------ | ---------------------------------- | ---- |
| 1대  | 김윤수 | 정하니 | 일자 미상 ~ 2019년 9월 22일        |      |
| 2대  | 빈칸   | 조수빈 | 2019년 9월 28일 ~ 2022년 12월 31일 |      |
| 3대  | 김윤수 | 빈칸   | 2023년 1월 1일 ~ 현재              |      |

## 기상캐스터
- 마지현 (월요일 ~ 금요일)
- 문단영 (토요일)
- 정재경 (일요일)

## 시보 광고
뉴스 시작 직전 송출되는 시보는 2011년 12월부터 현대자동차그룹인 현대자동차가 시보 광고에 자주 등장하였으며, 2023년 7월부터는 기아(KIA)가 그 자리를 이어가고 있다.
- 2025년 기아주식회사의 홍보물에는 자동차 차종이 아닌 싱어송라이터 우효(OOHYO)가 부른 《너를 부르고 있어》의 중간 가사가 삽입되었다.

## 채널A의 뉴스 프로그램
- 뉴스A LIVE
- 채널A 뉴스 TOP 10

## 같이 보기
- KBS 뉴스 9 (KBS 1TV)
- MBC 뉴스데스크 (MBC TV)
- SBS 8 뉴스 (SBS TV)
- EBS 저녁뉴스 (EBS 1TV)
- JTBC 뉴스룸 (JTBC)
- MBN 뉴스7 (MBN)
- MBN 뉴스센터 (MBN)
- TV조선 뉴스 9 (TV조선)
- TV조선 뉴스 7 (TV조선)
- YTN 뉴스NIGHT (YTN)
- 뉴스투나잇 (연합뉴스TV)